# Elezioni presidenziali nella Repubblica del Congo del 1992
Le elezioni presidenziali nella Repubblica del Congo del 1992 si tennero il 9 agosto (primo turno) e il 16 agosto (secondo turno).

## Risultati
| Candidati                     | Partiti                                                       | I turno | I turno | II turno | II turno |
| Candidati                     | Partiti                                                       | Voti    | %       | Voti     | %        |
| ----------------------------- | ------------------------------------------------------------- | ------- | ------- | -------- | -------- |
| Pascal Lissouba               | Unione Panafricana per la Democrazia Sociale                  | 282 020 | 35,97   | 506 395  | 61,32    |
| Bernard Kolélas               | Movimento Congolese per la Democrazia e lo Sviluppo Integrale | 159 682 | 20,37   | 319 396  | 38,68    |
| Denis Sassou Nguesso          | Partito Congolese del Lavoro                                  | 131 346 | 16,75   |          |          |
| André Milongo                 | Indipendente                                                  | 79 979  | 10,20   |          |          |
| Jean-Pierre Thystère Tchicaya | Raggruppamento per la Democrazia e il Progresso Sociale       | 45 466  | 5,80    |          |          |
| Joachim Yhombi-Opango         | Raggruppamento per la Democrazia e lo Sviluppo                | 27 953  | 3,57    |          |          |
| Charles David Ganao           | Unione delle Forze Democratiche                               | 22 514  | 2,87    |          |          |
| Paul Kaya                     | Indipendente                                                  | 15 277  | 1,95    |          |          |
| Gongarad N'Koua               | Unione Patriottica per la Democrazia e il Progresso           | 5 272   | 0,67    |          |          |
| Clement Mierassa              | Partito Democratico Sociale Congolese                         | 4 298   | 0,55    |          |          |
| Jean-Martin M'Bembé           | Unione per il Progresso                                       | 3 558   | 0,45    |          |          |
| Alphonse Poaty-Souchlaty      | Unione Repubblicana per il Progresso                          | 2 378   | 0,30    |          |          |
| Gabriel Bokilo                | Union pour le Redressement National                           | 2 296   | 0,29    |          |          |
| Agèle Bandou                  | RDPSEL                                                        | 980     | 0,12    |          |          |
| Makangou Loukamy              | Unione per il Cambiamento Integrale                           | 649     | 0,08    |          |          |
| A C Kouba                     | Raggruppamento per l'Unità, la Democrazia e la Libertà        | 413     | 0,05    |          |          |
| Totale                        | Totale                                                        | 784 081 | 100     | 825 791  | 100      |

- Il totale dei voti validi riportato dalla fonte non è coerente con la sommatoria dei voti conseguiti dai candidati.